# مانو میکو
مانو میکو (انگلیسی: Manu Micó؛ زادهٔ ۱۸ ژوئیهٔ ۱۹۸۶) بازیکن فوتبال اهل اسپانیا است.
از باشگاه‌هایی که در آن بازی کرده‌است می‌توان به باشگاه فوتبال رکریتیوو اوئلوا اشاره کرد.